# بونا، کوئینزلند
بونا (به انگلیسی: Boonah) یک شهرک در استرالیا است که در کوئینزلند واقع شده‌است.